# Repassage fest
Repassage fest је позоришни фестивал у организацији општине Уб и Установе за културу и спорт „Уб”, на коме наступају најбоља аматерска позоришта са простора бивше СФРЈ.

## Оснивање и циљ
Позоришни фестивал је основан 2007. године и посвећен је двојици великана позоришне уметности рођених на Убу Радомиру Раши Плаовићу, некада прваку Народног позоришта у Београду, чији је глумачки дар публика широм земље поздрављала овацијама, и Александру Аци Поповићу, једном од најбољих  послератних српских драмских писаца. Установи за културу и спорт је успело да први пут после 1988. године и гашења Фестивала аматерских сцена Југославије, који је некада одржаван на Хвару, а затим деценијама у Требињу, окупи на допунском одмеравању (репасажу) победнике републичких такмичења аматера из Словеније, Хрватске, Македоније, Босне и Херцеговине, Црне Горе и Србије.
Основни циљ Фестивала је поново зближивање блиских култура региона и брисања граница, бар што се уметности тиче, а пре свега, скретање пажње шире јавности, посебно медија, на трајно и непролазно дело двојице уметника, пониклих у нашој средини, а репрезентују стубове културе наше државе.

## Такмичарски и пратећи програм
У такмичарском делу учествује шест најбољих аматерских позоришта региона са победничким остварењима, а као саставни део Фестивала је и Округли сто критике, који се одржава после сваке одигране представе. Уметничке домете представа и глумаца оцењује стручни жири, састављен од теоретичара, ствараоца и познаваоца позоришне уметности (у посебном прилогу).
Фестивал прати и богат пратећи програм (изложбе, промоције књига, трибине), а у оквиру манифестације организује се и Вече добитника награде „Раша Плаовић”. Престижну глумачку награду заједнички додељују Народно позориште у Београду и Општина Уб и фестивалској публици на Убу представило се неколико лауреата тог признања: Никола Ристановски, Војин Ћетковић, Борис Комненић, Наташа Нинковић и Милан Гутовић.

## Фестивал по годинама

### 2007.
Учесници:
- Позориште „Раша Плаовић” Уб, Србија,
- Позориште Приједор, Република Српска
- Центар за културу Бели Мугри Кочани, Македонија
- КУД Бранко Радичевић, Пачетин, Хрватска
- Словачко позориште ВХВ, Стара Пазова, Србија
- Херцегновско позориште, Црна Гора

Најбоља представа у целини, по мишљењу жирија је представа „Сабирни центар”, аутора Душана Ковачевића у режији Александера Бака, у извођењу Словачког позоришта ВХВ Центра за културу Стара Пазова.
Чланови жирија:
Божидар Ђуровић, директор Драме Народног позоришта – председник жирија
Ружица Сокић, драмска уметница
Владан Гајовић, драмски уметник

### 2008.
Учесници:
- Позориште „Мале ствари” Требиње
- Јавна установа „Захумље” Никшић
- Театарска радионица и Центар за културу Прилеп
- Градско казалиште Јастребарско
- Гледалиште „Момент” Марибор
- КУД „Абрашевић” Ваљево

Најбоља представа у целини, по мишљењу жирија је представа „Развојни пут Боре Шнајдера”, аутора Александра Поповића, у режији Мирослава Трифуновића, у извођењу Градског позоришта „Абрашевић” из Ваљева.
Чланови жирија:
Љиљана Лашић, глумица и драмски писац – председник
Мирјана Радошевић, новинар „Политике”
Феликс Пашић, театролог и позоришни критичар

### 2009.
Фестивал није одржан.

### 2010.
Учесници:
- Центар за културу „Бели мугри” Кочани, Македонија
- Словачко позориште ВХВ Стара Пазова, Србија
- Аматерско позориште Ковин, Србија
- Шентјакобско позориште Љубљана, Словенија
- Казалишна дружина „Штолцер” Чаковец, Хрватска

Најбоља представа у целини, по мишљењу жирија је представа „Породична ствар” Шентјакобског позоришта из Љубљане у режији Јаше Јамника, а по тексту Agnes Jaoul i Jean Pierr Bacria.
Чланови жирија:
Јелица Сретеновић, драмска уметница – председник
Томислав Трифуновић, драмски уметник
Петар Лалић, професор и родоначелник фестивала

### 2011.
Учесници:
- Културни центар Кула, Србија
- Колашинско аматерско позориште Колашин, Црна Гора
- Драмска група чешке беседе, Хрватска
- Центар за културу Стара Пазова, Србија
- Копродукција: Театар „Федра” и „Културна сцена” Мале ствари, БИХ
- Смотеатер Мајшперк, Словенија

Најбоља представа у целини, по мишљењу жирија је представа „Оркестар Титаник” по тексту Христа Бојчева, у режији Зорана Ракочевића, у извођењу Колашинког аматерског позоришта.
Чланови жирија:
Предраг Перишић, драмски писац, филмски и ТВ сценариста
Ана Сакић, драмска уметница
Петар Лалић, професор и родоначелник фестивала

### 2012.
Учесници:
- Бјелопољско позориште Бјело Поље, Црна Гора
- К.С. Мале ствари Требиње&Градско позориште Требиње, БИХ
- Културно друштво „Лошки одер” Шкофја Лока, Словенија
- Позориште „Раша Плаовић” Уб (ван конкуренције)
- Аматерскиот театар при НУ Центар за култура „Бели мугри” Кочани, Македонија
- Трстеничко позориште Трстеник, Србија
- Сатиричко казалиште младих Славонски Брод, Хрватска

Најбоља представа у целини, по мишљењу жирија је представа „Вражји фант заходне страни” у извођењу Културног друштва „Лошки одред Шкофја Лока”.
Чланови жирија:
Јован Ћирилов, театролог – председник
Љиљана Драгутиновић, драмска уметница
Горан Султановић, драмски уметник

### 2013.
Учесници:
- Сатаристичко казалиште младих, Славонски Брод
- Театар „Федра”, Бугојно и Културна сцена „Мале ствари”, Требиње
- Драмска дружина Ф. Б. Седеј, Штеверјан (Италија)
- СКУД „Херој Јанко Чмелик”, Стара Пазова
- Градско позориште при Центру за културу, Мојковац
- Центар за културу - Аматерско позориште, Ковин

Најбоља представа у целини, по мишљењу жирија је представа „UMOR V VILI ROUNG”, Achille CAMPANILE, у извођењу Драмске дружине Ф.Б. Седеј, Штеверјан (Италија).
Чланови жирија:
Дејан Мијач, позоришни редитељ – председник
Љубивоје Тадић, драмски уметник
Ксенија Радуловић, драматург

### 2014.
Учесници:
- Драмска секција Опће гимназије Тузла, БИХ
- Центар за културу БЕЛИ МУГРИ Кочани, Македонија
- Сцена Сисак, Хрватска
- Културно друштво „Лошки одер” Шкофја Лока, Словенија
- Камерна сцена „Мирослав Антић”, Сента, Србија
- Бијелопољко позориште Бијело Поље, Црна Гора

Најбоља представа у целини, по мишљењу жирија је представа „Игре је конец” Сајмона Греја, у режији Јаше Јамника и извођењу Културног друштва „Лошки одред“из Шкофја Локе.
Чланови жирија:
Радмила Живковић, глумица – председник жирија
Боро Драшковић, позоришни и филмски редитељ
Маја Пелевић, драматург

### 2015.
Учесници:
- Позориште „Јанко Веселиновић” Богатић и А.П. Дома културе Прњавор (копродукција)
- Градско казалиште Бели Манастир
- Градско позориште Мркоњић Град
- КУД „Зарја” Цеље
- КУД „Крушчић” и Драмски студио „Луча” Крушчић
- Центар за дјелатност културе „Војислав Булатовић Струњо” Бијело Поље

Најбоља представа у целини, по мишљењу жирија је представа „Велика драма” Синише Ковачевића, у режији Дејана Цицмиловића и извођењу КУД Крушчић Драмски студио Луча.
Чланови жирија
Петар Лалић, професор и родоначелник фестивала – председник
Милан Босиљчић, професор књижевности, песник и филмски продуцент
Бранко Лукић, драматург

### 2016.
Учесници:
- Удружење градјана „ЦУГ” Врање, Србија
- Рачанско позориште К.Ц. „Радоје Домановиц” Рача, Србија
- Little Rooster Productions Mali petelin, Сеново, Словенија
- Градско казалисте младих Витез, БИХ
- Казалишна дружина „Столцер” Чаковец, Хрватска
- Драмски студио „Фама” Мојковац, Црна Гора

Најбоља представа у целини, по мишљењу жирија је представа „ВОЂА” по тексту Радоја Домановића, у режији Бојана Јовановића, а у извођењу УГ „ЦУГ” и Позоришта „Бора Станковић” –Врање, омладинска сцена Врање.
Чланови жирија:
Олга Димитријевић, драматург
Роберт Рапоња, позоришни редитељ
Жељко Хубач, драмски писац